# Arrona de Arriba
Arrona de Arriba[cita requerida] (oficialmente Arroa Goia) es una entidad de población española del municipio de Cestona, perteneciente a la provincia de Guipúzcoa, en la comunidad autónoma del País Vasco.

## Historia
Hacia mediados del siglo XIX, existía la anteiglesia de Arrona, adscrita al término municipal de la vecina Deva. En la actualidad, Arrona de Arriba, como Arrona de Abajo, forma parte del municipio de Cestona. En 2022, la entidad singular de población tenía empadronados 278 habitantes y el núcleo de población, 140.